# Labeo microphthalmus
Labeo microphthalmus är en fiskart som beskrevs av Day, 1877. Labeo microphthalmus ingår i släktet Labeo och familjen karpfiskar. IUCN kategoriserar arten globalt som livskraftig. Inga underarter finns listade i Catalogue of Life.